# Micheil Dżawachiszwili
Micheil Dżawachiszwili (gruz. მიხეილ ჯავახიშვილი, nazwisko rodowe: Adamaszwili gruz. ადამაშვილი; ur. 8 listopada 1880 w Cerakwi, zm. 30 września 1937 w Tbilisi) – gruziński pisarz, uważany za jednego z czołowych gruzińskich pisarzy XX wieku. Był wybitną postacią publiczną i polityczną, jednym z liderów narodowego ruchu wyzwoleńczego 1921–1924. Jego pierwsza krótka historia ukazała się w 1903 roku, chociaż jego kolejne dzieło zostało opublikowane dopiero w latach dwudziestych XX wieku.

## Życiorys

### Młodość
Urodził się 8 listopada 1880 r. jako Micheil Adamaszwili we wsi Cerakwi. Kwestia nazwiska została wyjaśniona przez samego pisarza: jego dziadek, urodzony jako Dżawachiszwili, zabił człowieka i uciekł do Kachetii, gdzie przyjął nazwisko Toklikiszwili. Jego syn Saba został zarejestrowany jako Adamaszwili. Micheil również nosił to nazwisko w młodości, ale później wrócił do Dżawachiszwili.

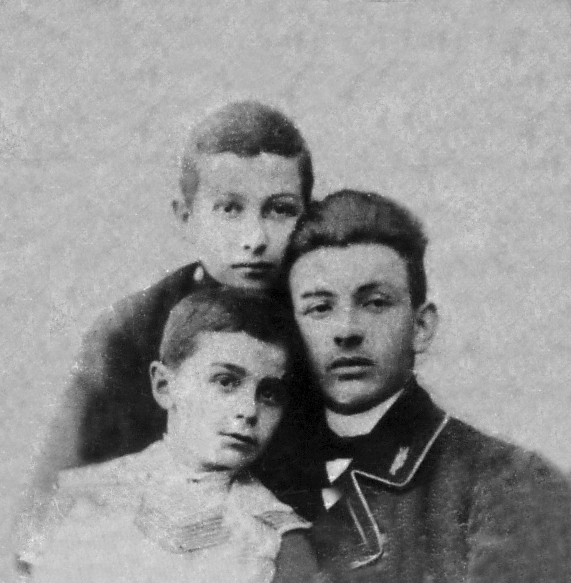
Micheil Dżawachiszwili (z prawej), brat – Fridon (u góry), trzeci nieznany

Zapisał się na studia, ale rodzinna tragedia zmusiła go do ich porzucenia: zabito jego matkę i siostrę, a jego ojciec wkrótce potem zmarł. Po powrocie do Gruzji w 1901 r. pracował w hucie miedzi w Kachetii. Jego pierwsza historia została opublikowana w 1903 r. pod pseudonimem Dżawachiszwili. W 1906 r. represje zmusiły go do wyjazdu do Francji, gdzie studiował sztukę i ekonomię polityczną na Uniwersytecie Paryskim. Po długich podróżach w latach 1908–1909 w tajemnicy powrócił do swojej ojczyzny, aby w 1910 r. zostać aresztowany i zesłany. Powrócił w 1917 r. i po prawie piętnastu latach przerwy wznowił pisanie. W 1921 r. wstąpił do Narodowo-Demokratycznej Partii Gruzji i był w opozycji do rządu radzieckiego ustanowionego w Gruzji w tym samym roku. Jego kolejnymi publikacjami była seria artykułów publicystycznych krytykujących rosyjskie władze.
W 1923 r. Dżawachiszwili został aresztowany i skazany na śmierć, ale został zwolniony za wstawiennictwem Gruzińskiego Związku Pisarzy i zwolniony po sześciu miesiącach więzienia. Pogodzenie Dżawachiszwilego z reżimem sowieckim było jedynie powierzchowne, a jego stosunki z nowymi władzami pozostawały niepewne.

### Kariera zawodowa
Dżawachiszwili umiejętnie włączył frazeologię ludową do znormalizowanego języka narracji. W swoich najlepszych pismach powieściopisarz łączy niszczycielski realizm i charakterystyczne dowcipne akcenty z leżącym u ich podstaw pesymizmem i anarchią, aby kontrastować życie wiejskie i miejskie, czasy carskie i radzieckie. Jego fabuły, czasami otwarcie zbuntowane, pełne przemocy i seksualne, namiętnie przecinają tradycyjne tabu i wierzą w jakiekolwiek pojednanie z nowym światem.
W swojej najbardziej typowej i wpływowej powieści Dżakos chiznebi, opublikowanej po raz pierwszy w 1924 r., Dżawachiszwili przeciwstawia zarozumiałość, chwytanie i oszustwo Jaqo z jego ofiarą, księciem Teimurazem Chevistavim, sympatycznym intelektualistą i nieefektywnym filantropem. Jaqo rabuje jego fortunę, jego piękną i ukochaną żonę Margo. W osobie Teimuraza ukazany został upadek starej szlachty, rozczarowanie.
Ukoronowaniem twórczości Dżawachiszwilego była powieść Arsena Marabdeli, napisana w latach 1933–1936. Pisarz spędził lata na badaniach i przepisywaniu rosyjskiej i gruzińskiej wersji powieści. Fabuła oparta jest na życiu prawdziwej postaci historycznej, zbójczyni Arseny Odzelaszwili. Dżawachiszwili koncentruje się na tragicznej potrzebie, która powoduje, że rycerska chłopska Arsena przekształca się w typowego XIX-wiecznego bandytę. Chociaż historię walki, wyjętej spod prawa Arseny, ze szlachtą uważano za „ideologicznie poprawną”, lewicowi krytycy byli podejrzliwi wobec rozpoznawalnych podobieństw Dżawachiszwilego między Rosją Cesarską a państwem sowieckim. Dżawachiszwili włożył wiele swoich myśli do ust Arseny. Jednym z przykładów jest jego słynne zdanie: „Rosja galopuje po Europie, a krwawiące ciało, które ciągnie po niej na linie, to Gruzja”.

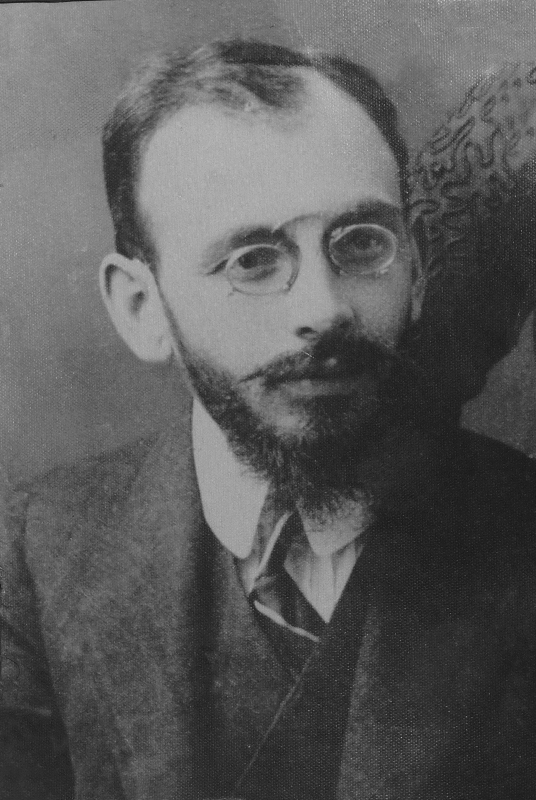
Micheil Dżawachiszwili (1910)

## Poglądy polityczne
Z powodu patriotycznych poglądów Dżawachiszwili był kilkukrotnie aresztowany. Po aneksji Gruzji był zawsze pod specjalnym nadzorem ze względu na swoje poglądy i byłe członkostwo w Partii Narodowo-Demokratycznej. W 1924 r. był podejrzany o udział w rebelii patriotycznej, został uwięziony, a po serii przesłuchań i tortur skazany na śmierć. Przeżył z powodu „dobrego nastroju” Sergo Ordżonikidze.
Po dojściu do władzy Ławrientija Berii zakaz został cofnięty, a Dżawachiszwili na krótki czas zyskał przychylność. Jego Arsena Marabdeli została ponownie opublikowana. Nie był jednak w stanie uniknąć ostrej krytyki ze strony bolszewików. Co więcej, był podejrzany o ostrzeżenie pisarza Grigola Robakidze o zbliżającym się aresztowaniu i pomocy mu w ucieczce do Niemiec w 1930 r.

## Ostatnie lata życia
Powieściopisarz został aresztowany 14 sierpnia 1937 r. i torturowany w obecności Berii, dopóki nie podpisał „spowiedzi”. Został zastrzelony 30 września 1937 r. Jego majątek został skonfiskowany, a archiwa zniszczone. Jego brat został również zastrzelony.
Dżawachiszwili pozostał cenzurowany do późnych lat 50. XX wieku, kiedy to został zrehabilitowany a jego prace zostały ponownie opublikowane.

## Dzieła
- Kwaczi Kwaczantiradze (1924)
- Dżakos chiznebi (1925)
- Biały kołnierzyk (1926) (Warszawa: Inst. Wydawniczy PAX, 1976.)
- Giwi Szaduri (1928)
- Arsena Marabdeli (1933)
- Kalis twirti (1936)